# آلدی تاک
آلدی تاک (انگلیسی: Aldi Talk) شرکت مخابرات آلمانی است، که در سال ۲۰۰۵ توسط شرکت‌های آلدی و مدیون تأسیس شد.